# إيمي بي. جوردن (عالمة اجتماعية)
إيمي بي. جوردن (بالإنجليزية: Amy B. Jordan)‏ هي عالمة اجتماعية أمريكية، ولدت في 23 نوفمبر 1961.